# Спрайт (напій)

Пляшка "Спрайт" 0,5 л

Sprite — газований безалкогольний напій, який випускає компанія «The Coca-Cola Company». Sprite Mint-смак який виходить з 2002 року у Болгарії.

## Історія
Ідея назви напою народилася в 40-і роки XX століття: у той час в рекламних кампаніях «Coca-Cola» був особливо популярний Малюк Спрайт — ельф зі срібним волоссям і широкою посмішкою, який носив замість капелюха пробку від напою. Цей персонаж настільки запав у душу споживачам, що «Кока-кола» незабаром використала його ім'я для назви нового газованого напою з лимонним смаком і смаком лайма  —«Sprite». З'явившись у жовтні 1961 року, сьогодні «Sprite» продається в 190 країнах світу.